# Пасиене
Па́сиене (латыш. Pasiene, в старину Посиня или Посинь) — населённый пункт в юго-восточной части Латвии, административный центр Пасиенской волости Лудзенского края.
До 1 июля 2009 года входил в состав Лудзенского района.
Посёлок находится на левом берегу реки Зилупе у автомобильной дороги P52. Расстояние до города Зилупе — 12 км, до Лудзы — 45 км, до Риги — 314 км.
По данным на 2017 год, в населённом пункте проживало 312 человек.

## История

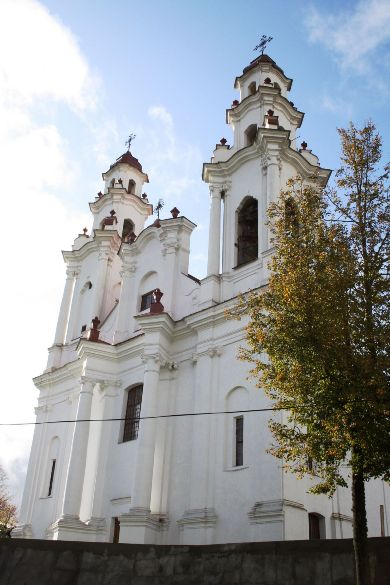
Пасиенская римско-католическая церковь Святого Доминика, 1761 год

Поселение возникло на территории бывшей Посиньской усадьбы (Posin). В письменных источниках упоминается с XVI века. В XVII веке, после строительства церкви и доминиканского монастыря (закрыт в 1832 году), был одним из важных центров укрепления позиций католицизма в регионе.
В советское время населённый пункт был центром Пасиенского сельсовета Лудзенского района. В селе располагалась центральная усадьба совхоза «Пасиене».
В селе находится здание администрации Пасиенской волости, магазин, начальная школа, библиотека, Народный дом (Дом культуры), римско-католическая церковь Святого Доминика, амбулатория, почтовое отделение.

## Известные люди
- Хайм Рысин — художник по металлу, народный художник Латвийской ССР.